# Seilspannerknoten
Als Seilspannerknoten werden Knoten einer Knotenart bezeichnet, die sich verstellen lassen und unter Zug festklemmen, aber weiterhin verstellbar bleiben ((verstellbare) Festmacher). Häufig sind es eine Knotenkombination von Schlaufen und/oder Schlingen.

## Anwendung
Der Seilspannerknoten findet überall dort Anwendung, wo ein gespanntes Seil gebraucht wird, beispielsweise zum Spannen von Segeln, von Zeltleinen und Zirkuszelten. Auch im Baugewerbe wird er zum Spannen von Leinen an eingeschlagenen Pflöcken verwendet, im Haushalt zum Spannen einer Wäscheleine, unterwegs zum Spannen einer Plane, zum Verzurren von Gepäckladungen, zum Bau einer Behelfs-Seilbrücke etc.

## Beispiele

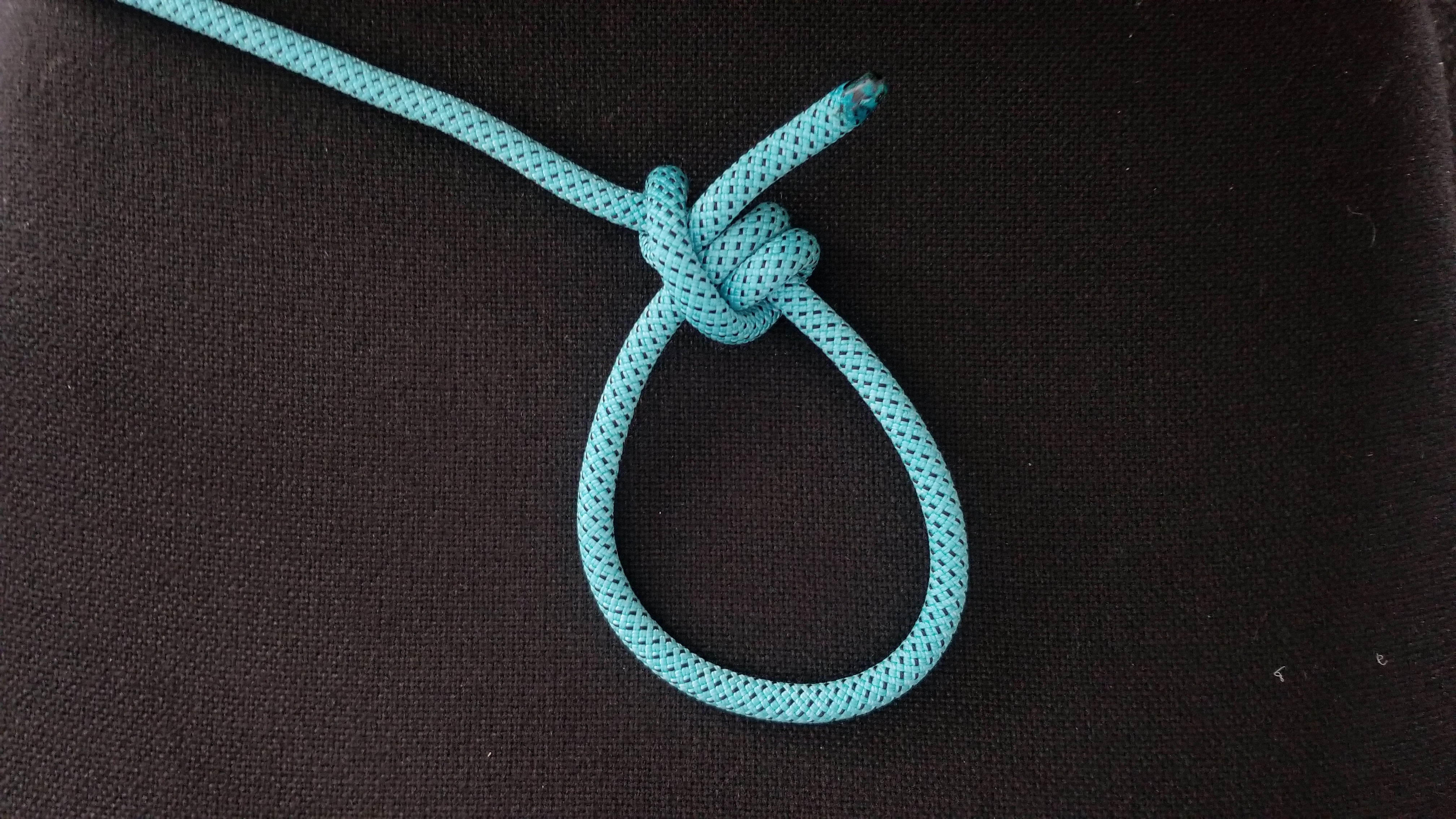
Der Topsegelschotstek diente auf Segelschiffen zum Befestigen der Schot am Topsegel, daher der Name. Als Zeltspanner ist er auch als Buckelknoten bekannt.
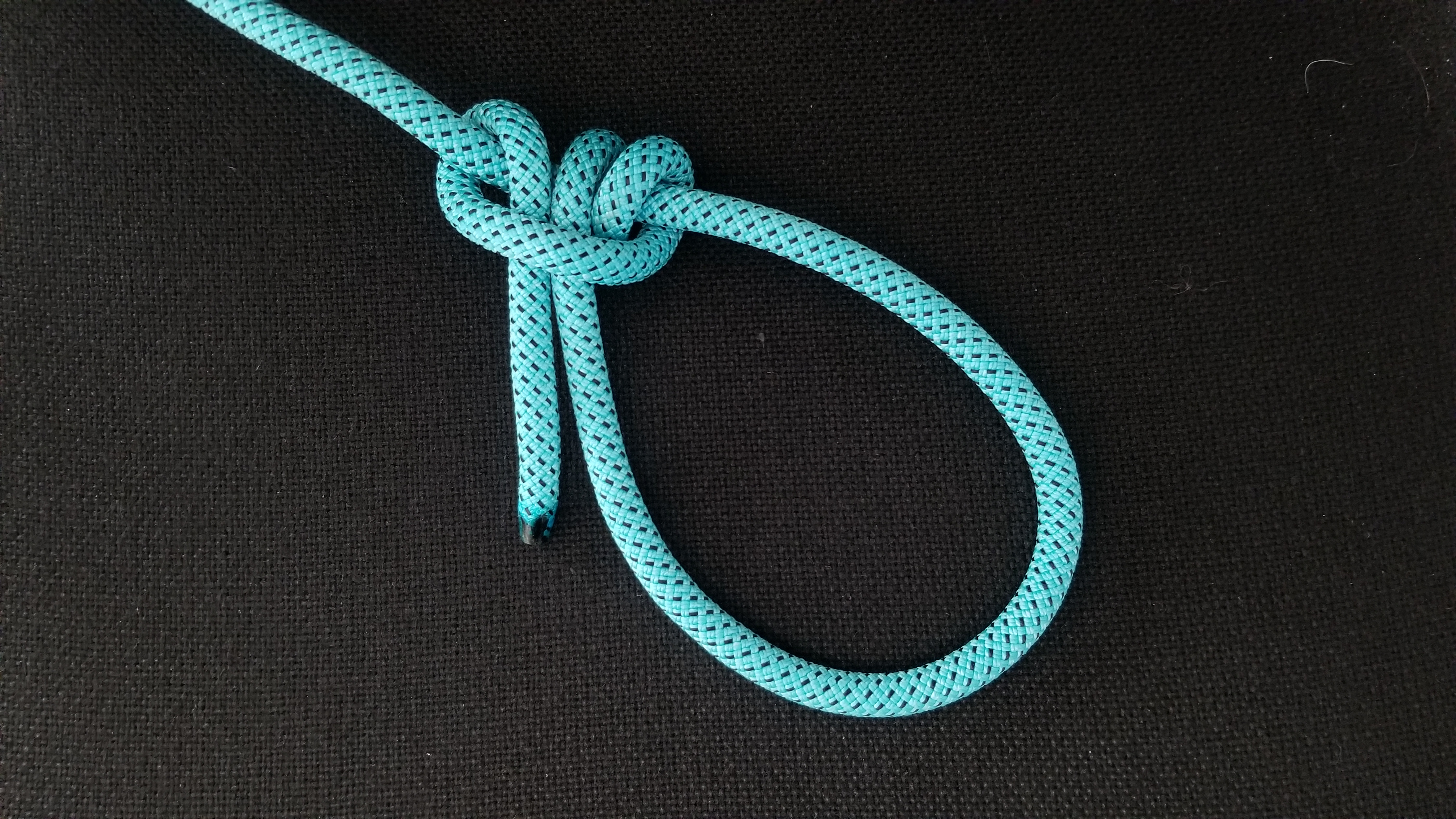
Wird der letzte Halbe Schlag beim Topsegelschotstek entgegengesetzt gebunden, verdreht sich der Stek nicht. „Topsegelschotstek mit dem letzten halben Schlag entgegengesetzt gebunden“ (ABOK #1857).
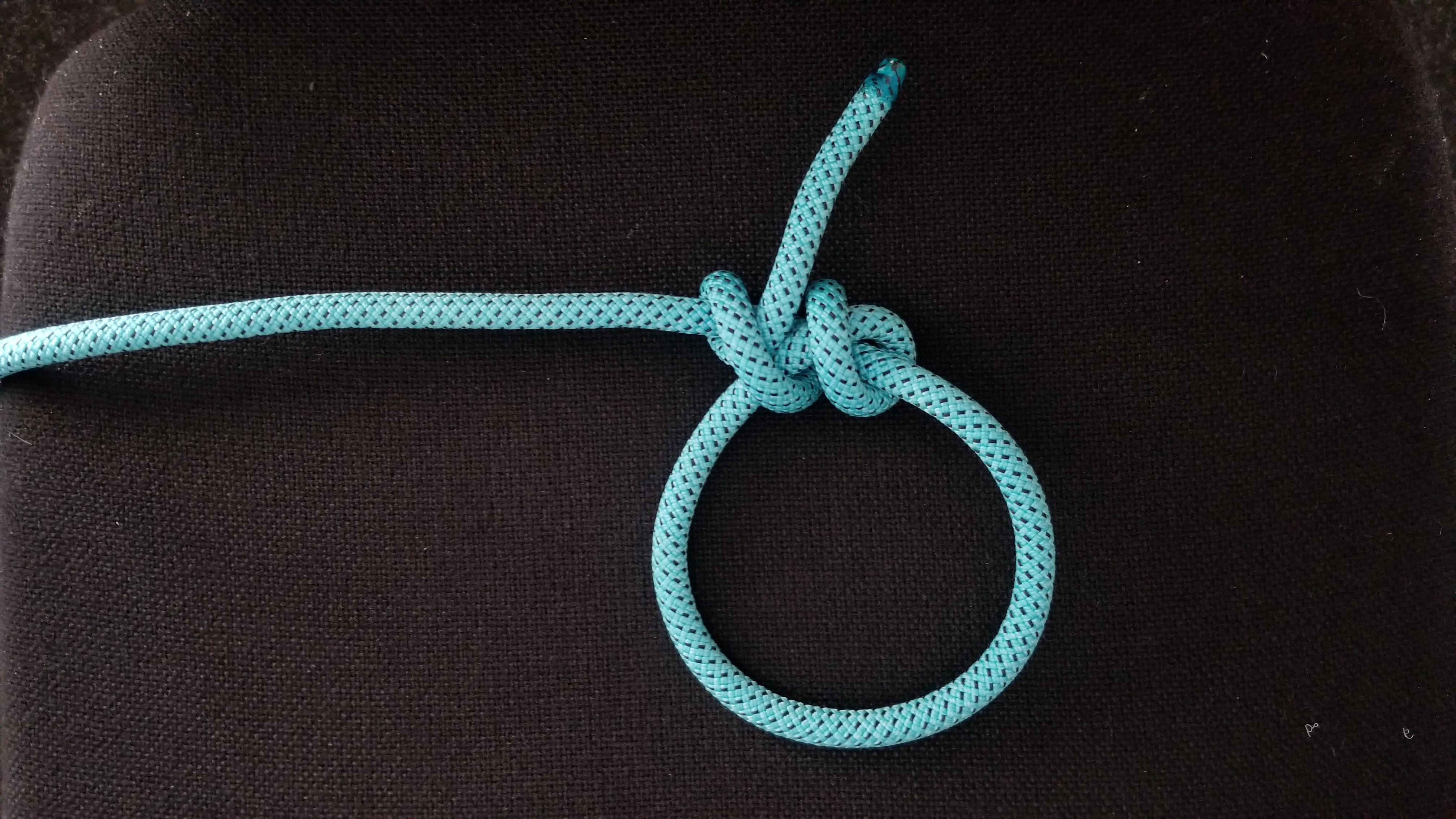
Zum Topsegelschotstek ist der Mittschiffsmann-Stek[1] nahe verwandt.
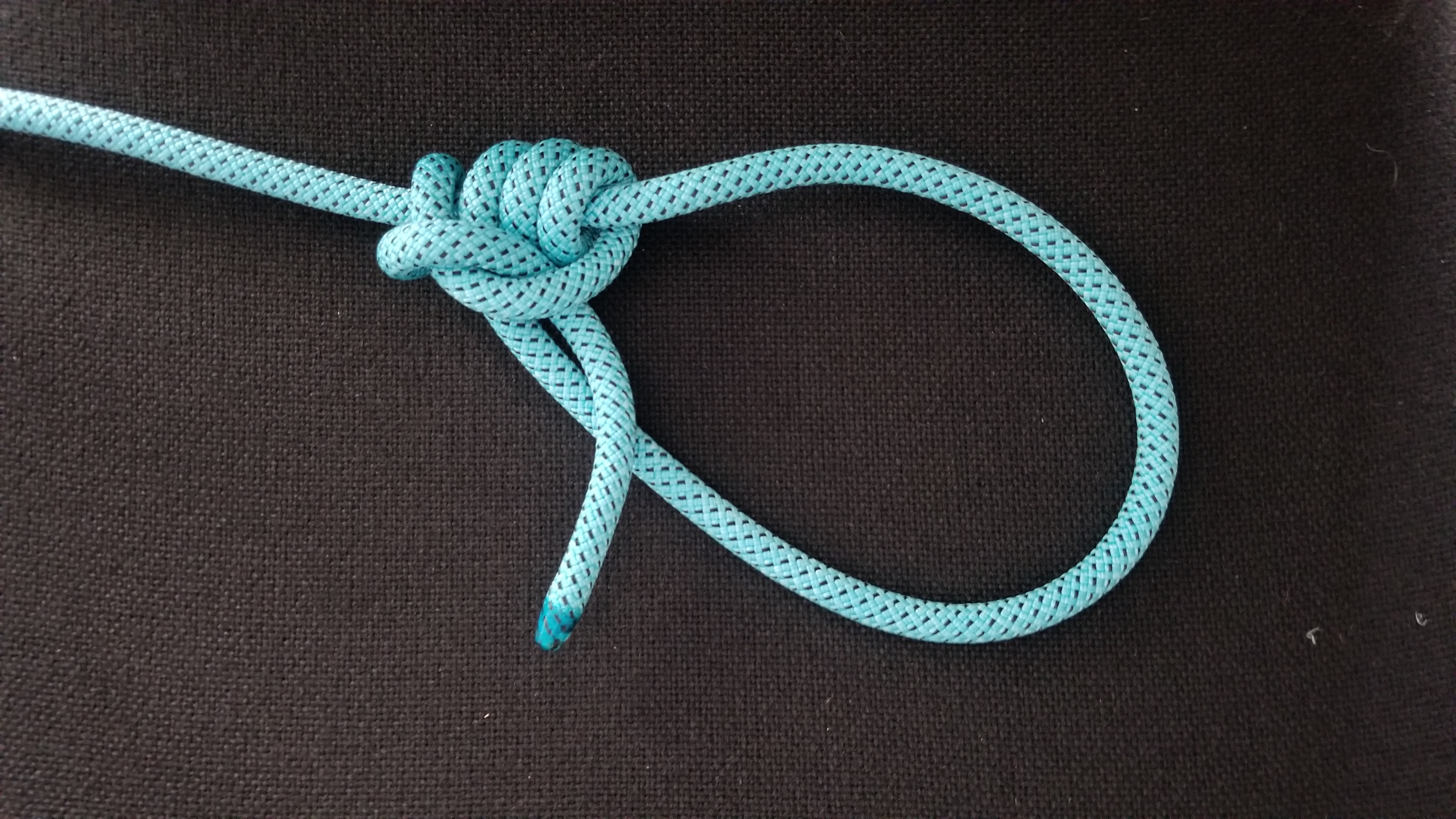
Ebenso bildet der Tarbuck-Knoten eine verstellbare Schlaufe.
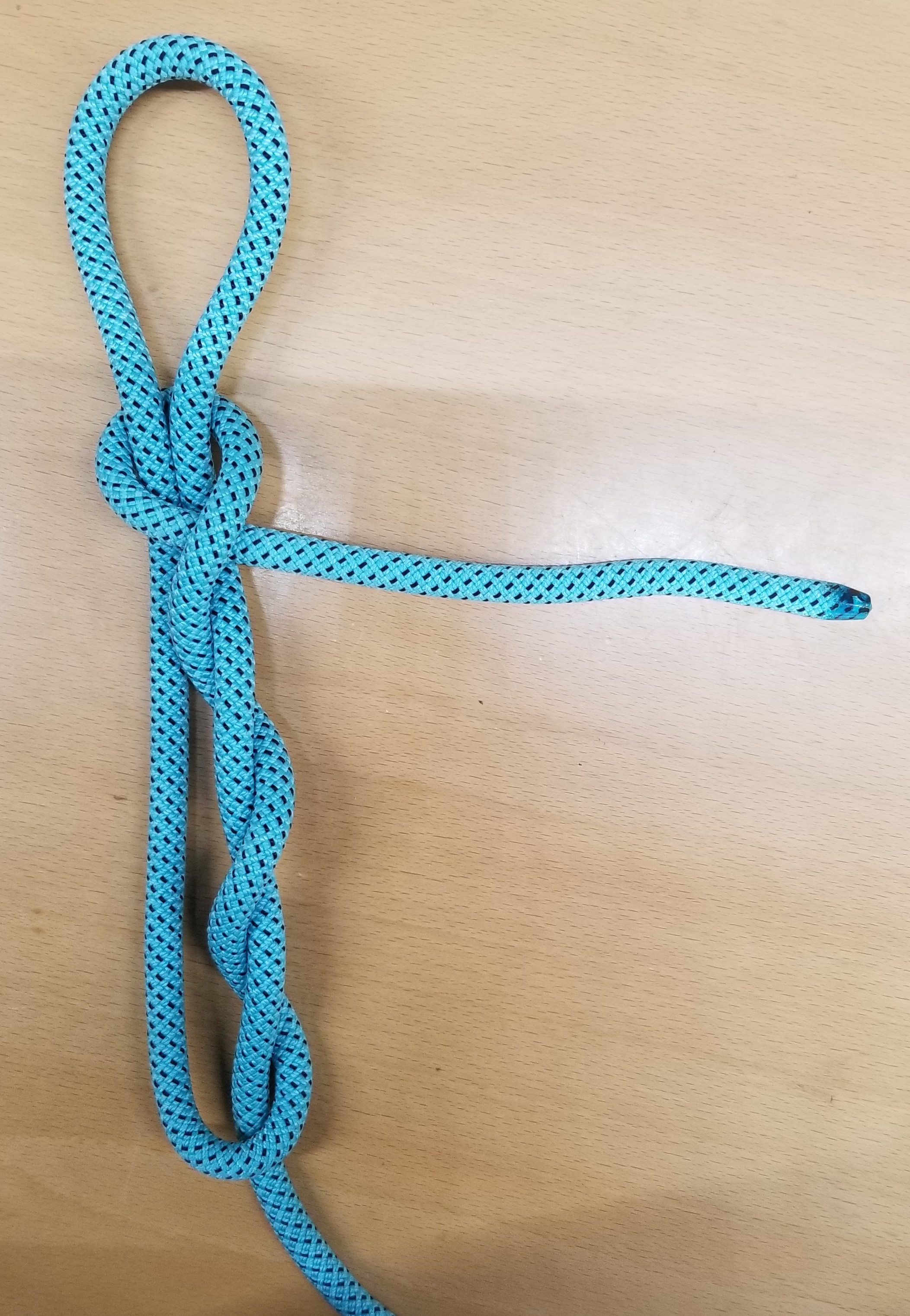
Gleitschlinge mit halbem Schlag
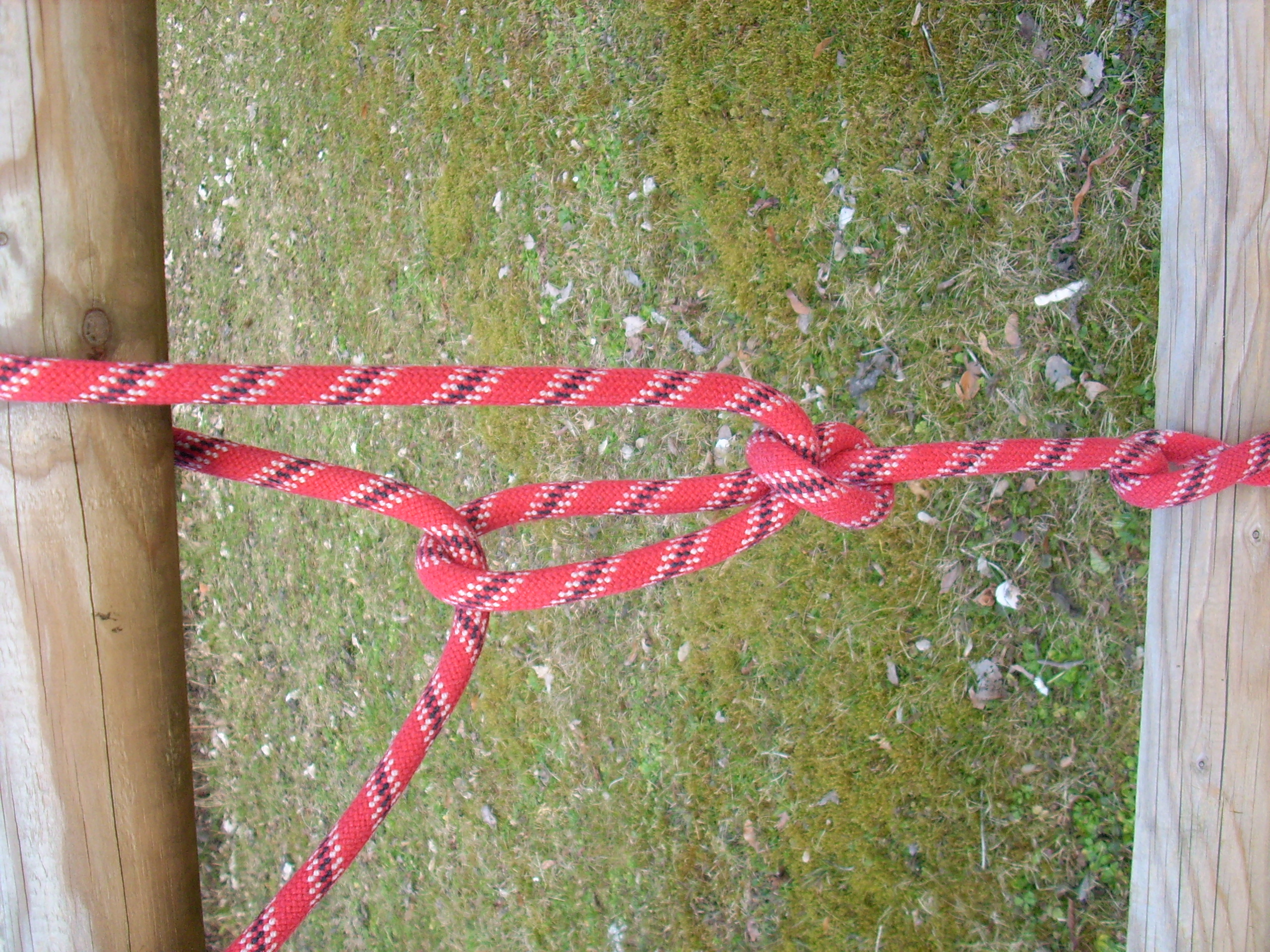
Der Fuhrmannsknoten (unter Pfadfindern auch Abspannknoten genannt[2]) ist ein Seilspanner, der einen simplen Flaschenzug darstellt. Mit ihm lassen sich Leinen ohne weitere Hilfsmittel spannen.
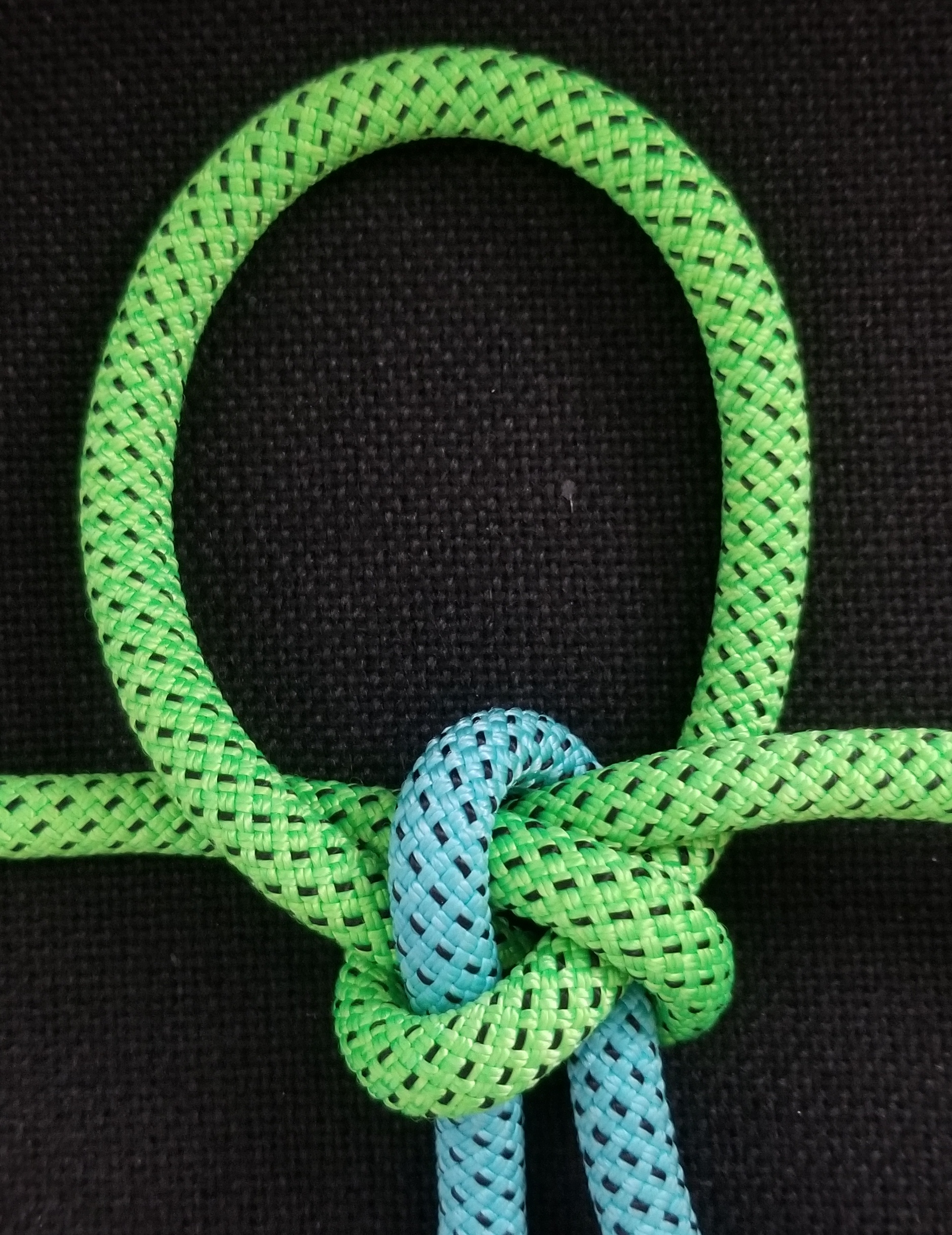
Veränderliche Bogensehnenschlaufe. Die obere (grüne) Schlaufe ist veränderbar und wird aus einer kurzen Schnur gebunden. Ein Ende der (blauen) Bogensehnen ist ohne Bedeutung und wird am Bogen festgebunden